# Oligophora pallida
Oligophora pallida är en tvåvingeart som beskrevs av Filippo Silvestri 1947. Oligophora pallida ingår i släktet Oligophora och familjen puckelflugor. Inga underarter finns listade i Catalogue of Life.